# Bitwa nad Wabash
Bitwa nad Wabash – starcie zbrojne, które miało miejsce 4 listopada 1791 roku w trakcie długotrwałej wojny z Indianami Północnego Zachodu (1785–1795). Do starcia zwanego także klęską St. Claira doszło w pobliżu Fortu Recovery w obecnym stanie Ohio. Bitwa zakończyła się klęską oddziału Amerykanów pod wodzą generała Arthura St. Claira (1734–1818) weterana amerykańskiej wojny o niepodległość z wojownikami zjednoczonych plemion indiańskich dowodzonych przez Małego Żółwia i Błękitną Kurtkę. 

## Podłoże
Armia St. Claira składała się z około dwóch tysięcy doświadczonych żołnierzy, ale także z kilkuset nowo zaciągniętych rekrutów i milicji. Na początku października 1791 roku oddział ten skierował się przeciwko Indianom, którzy już rok wcześniej zadali poważne straty wojskom generała Josiaha Harmarsa (1753–1813). Po bardzo wolnym marszu, w listopadzie oddział dotarł nad brzeg rzeki Wabash, gdzie znajdowały się osady Indian. Kiepsko wyposażona i mało zdyscyplinowana armia amerykańska stopniała podczas marszu do zaledwie 1 400 ludzi. Wielu mężczyzn po upływie okresu służby powróciło po prostu do domów, inni zaś zdezerterowali. Sytuację pogarszał dodatkowo zły stan zdrowia St. Claira, a powtarzające się ataki artretyczne uniemożliwiały mu dowodzenie, wkrótce też musiał być niesiony na noszach.

## Bitwa
Dnia 3 listopada żołnierze założyli obóz po obu stronach rzeki Wabash. Tutaj też oczekiwali Amerykanów ukryci w lesie Indianie. Rano następnego dnia, gdy żołnierze ustawili broń w kozły i stanęli w kolejkach do kuchni polowych, nastąpił atak indiański. Członkowie milicji natychmiast rzucili się – zostawiwszy broń – na drugą stronę rzeki. Żołnierze oddziałów regularnych zdołali opanować panikę i oddali salwę powstrzymując frontalny atak Małego Żółwia. 
Trwająca około trzech godzin bitwa zakończyła się klęską Amerykanów. Poległo ponad 600 żołnierzy i oficerów, a także spora liczba towarzyszących im żon, osadników i markietanek. 
Porażka była wielkim ciosem dla młodego państwa amerykańskiego w walkach z Indianami. Dopiero w roku 1794 po porażce Indian w bitwie pod zaporą z pni, sytuacja militarna zmieniła się na korzyść Amerykanów.